# Jedlka
Jedlka je vesnice, část obce Malá Veleň v okrese Děčín. Nachází se asi 0,5 km na sever od Malé Veleně. Prochází zde silnice II/262. Je zde evidováno 57 adres. V roce 2011 zde trvale žilo 148 obyvatel.
Jedlka leží v katastrálním území Malá Veleň o výměře 5,02 km2.

## Historie
První písemná zmínka o obci pochází z roku 1352.

## Obyvatelstvo

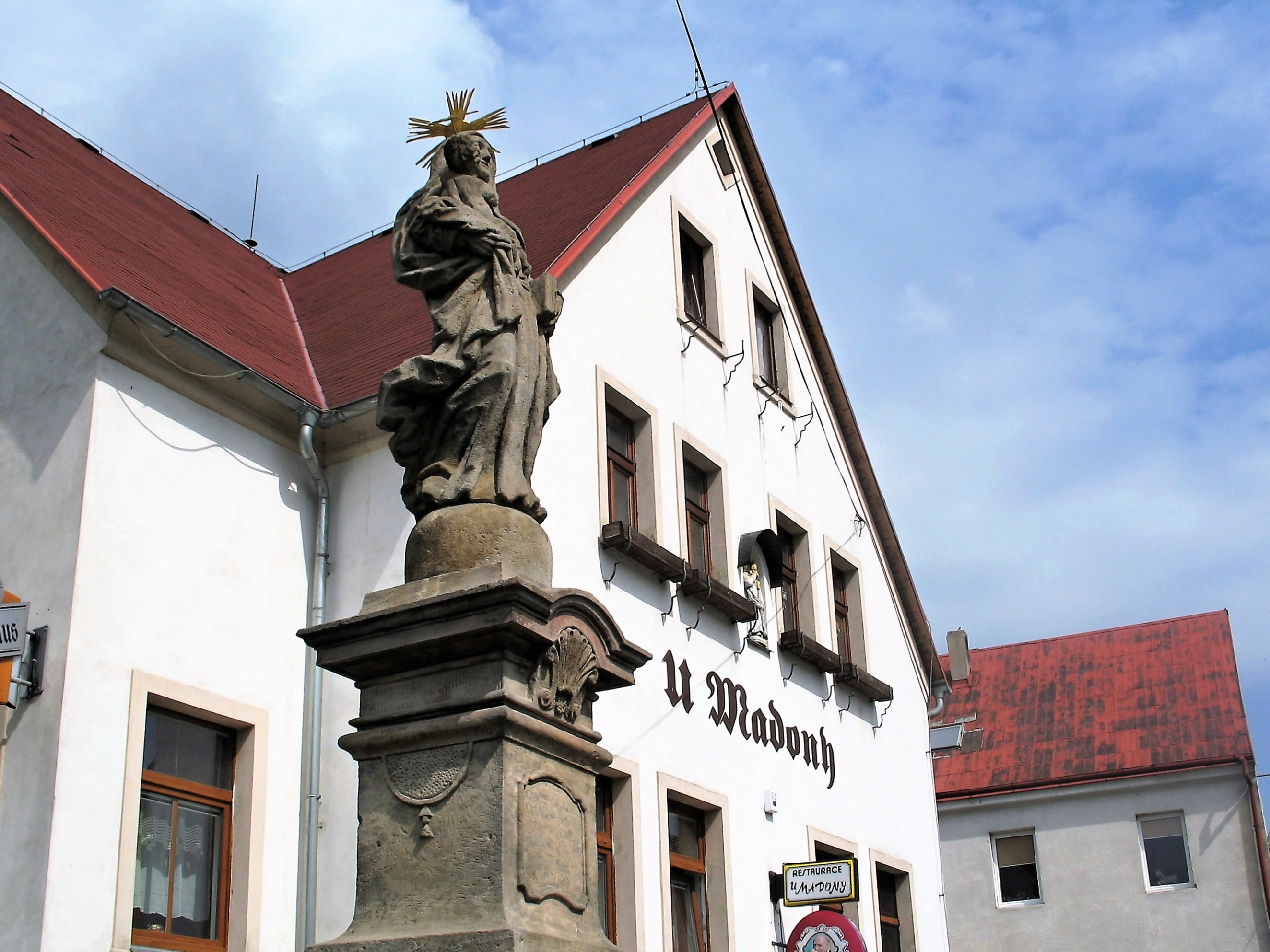
Socha svaté Anny před místní restaurací

|                                                                     | 1869 | 1880 | 1890 | 1900 | 1910 | 1921 | 1930 | 1950 | 1961 | 1970 | 1980 | 1991 | 2001 | 2011 |
| ------------------------------------------------------------------- | ---- | ---- | ---- | ---- | ---- | ---- | ---- | ---- | ---- | ---- | ---- | ---- | ---- | ---- |
| Obyvatelé                                                           | 137  | 208  | 237  | 290  | 340  | 309  | 412  | 196  | 223  | 201  | 153  | 149  | 145  | 148  |
| Domy                                                                | 22   | 22   | 25   | 32   | 35   | 36   | 49   | 50   | .    | 42   | 41   | 41   | 41   | 42   |
| Počet domů z roku 1961 je zahrnut v domech místní části Malá Veleň. |      |      |      |      |      |      |      |      |      |      |      |      |      |      |

## Pamětihodnosti
- Kostel svaté Anny
- Socha svaté Anny[7]